# Kunmadaras
Kunmadaras (ehemals Madaras) ist eine ungarische Großgemeinde im Kreis Karcag im Komitat Jász-Nagykun-Szolnok. Durch den zwischen Tiszaörs und Kunhegyes gelegenen Ort führt die Hauptstraße Nr. 34.

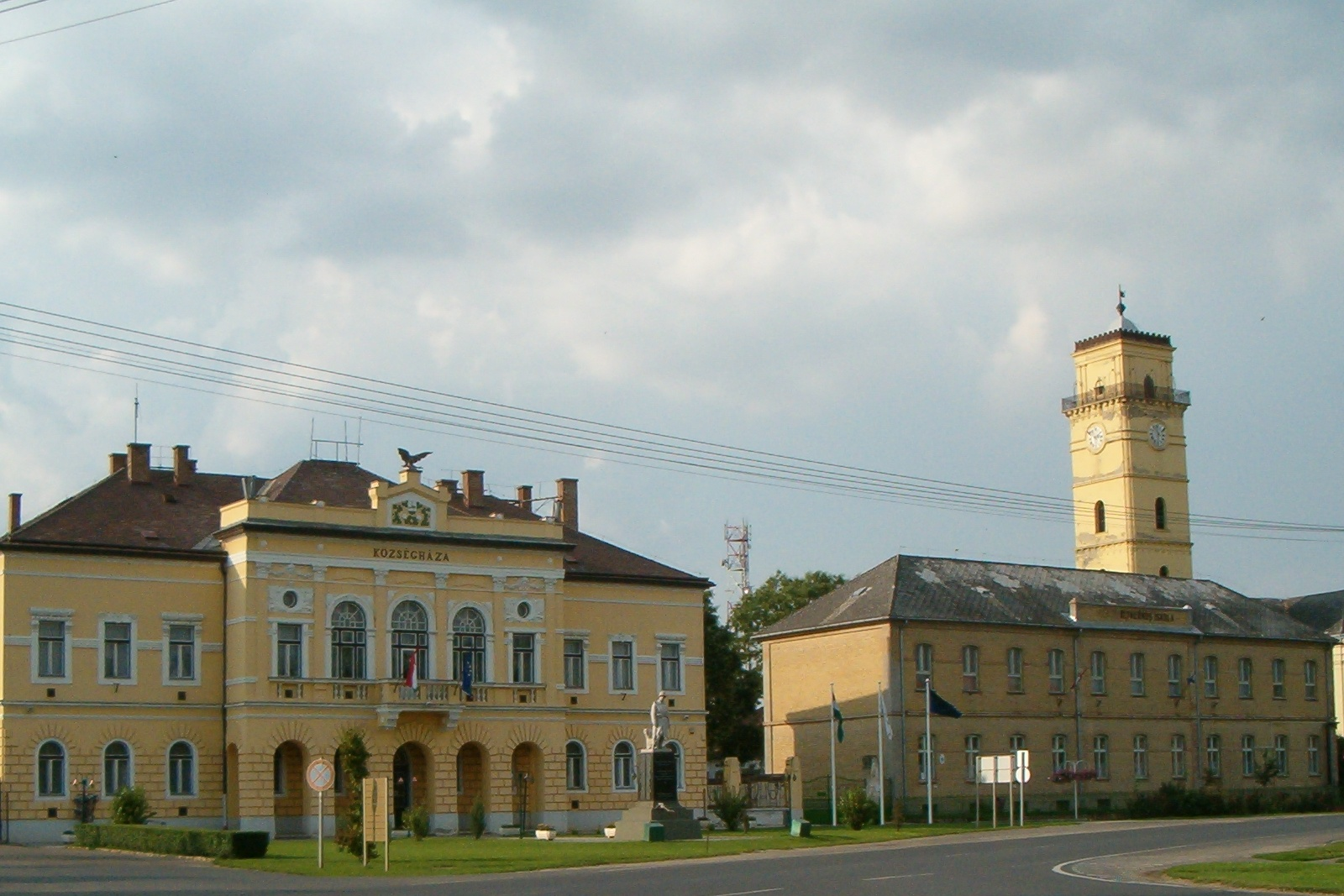
Gemeindeverwaltung (links), Grundschule und Turm der reformierten Kirche